# Pachypappa myrtilli
Pachypappa myrtilli är en insektsart som beskrevs av Carl Julius Bernhard Börner 1950. Pachypappa myrtilli ingår i släktet Pachypappa och familjen långrörsbladlöss. Inga underarter finns listade i Catalogue of Life.